# Twin Lakes (Wisconsin)
Twin Lakes – wieś w Stanach Zjednoczonych, w stanie Wisconsin, w hrabstwie Kenosha.